# Norton Sound

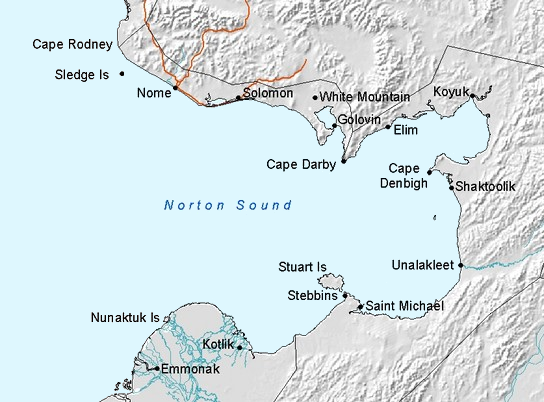
Mappa della baia di Norton Sound

Norton Sound è una baia del mare di Bering sulla costa occidentale dell'Alaska a sud della Penisola di Seward. Si estende da Capo Nome a nord, al delta del fiume Yukon a sud, ha una lunghezza di circa 200 km ed una larghezza (tra Capo Nome e lo Yukon) di circa 136 km.
La parte più interna di Norton Sound in direzione nord-est prende il nome di Norton Bay. È delimitata dal Capo Darby a nord e dal Capo Denbigh a sud. Nella parte nord di Norton Sound si trova un'altra piccola baia chiamata Golovnin Bay. Questa è delimitata a ovest dal promontorio di Rocky Point e ad est da Capo Darby.
Nella baia si trovano due piccole isole: l'Isola di St. Michael e l'Isola Stuart.
La città più importante che si affaccia sul Norton Sound è Nome, sulla costa settentrionale. Centri minori lungo la costa sono (in senso orario): Solomon, White Mountain, Golovin, Elim, Koyuk, Shaktoolik, Unalakleet, Stebbins e Saint Michael (sull'isola di St. Michael) e Kotlik sul delta dello Yukon.
La baia venne esplorata da James Cook nel 1778 che gli diede il nome attuale in onore del presidente della Camera dei Comuni britannica, Sir Fletcher Norton.
La baia è navigabile da maggio a ottobre.
La celebre corsa con i cani da slitta chiamata Iditarod Trail Sled Dog Race, che si corre annualmente fra Anchorage e Nome, passa nei villaggi costieri di Norton Sound compresi fra Unalakleet e Nome.